# めっき線メモリー
めっき線メモリー（めっきせんメモリー、英語: plated wire memory）は、ベル研究所で1957年に開発されたコアメモリーの一種である。
主な利点は、機械で組み立てることが可能であり、手で組み立てたコアより低価格で提供できる可能性があった。
個々のフェライトコアをワイヤーに編み込むのではなく、めっき線メモリーはパーマロイと呼ばれる鉄ニッケル合金の薄膜でコーティングしたワイヤーによる網を利用する。
通常、フェライトコアに記録される磁気をワイヤー自体に記録する。操作は一般的にはコアと同様であるが、非破壊的な読み込みも可能で、リフレッシュは必要ない。
めっき線メモリーは航空宇宙産業を中心に利用された。UNIVAC 1110とUNIVAC 9000シリーズのコンピューターや、
火星へ送られたバイキング計画のランダー、
ボージャースペースプローブ、
ミニットマンIII用のガイダンスコンピューターのプロトタイプ、
スペースシャトルメインエンジンコントローラー、
KH-9ヘキサゴン偵察衛星、
ハッブル宇宙望遠鏡で利用された。